# قلمرو جنوبگان بریتانیا
قلمرو جنوبگان بریتانیا (به انگلیسی: British Antarctic Territory)BAT یکی از سرزمین‌های فرادریایی بریتانیاست که در جنوبگان واقع شده‌است. این سرزمین در سال ۱۹۰۸ تحت ادعای مالکیت بریتانیا قرار گرفت و تا سال ۱۹۶۲ به‌عنوان جزئی از جزایر فالکلند اداره می‌شد. در سوم مارس سال ۱۹۶۲ میلادی قلمرو بریتانیایی جنوبگان از بهم پیوستن چندین جزیره و شبه جزیره در جنوبگان تشکیل شد.